# Silvia von Schweden

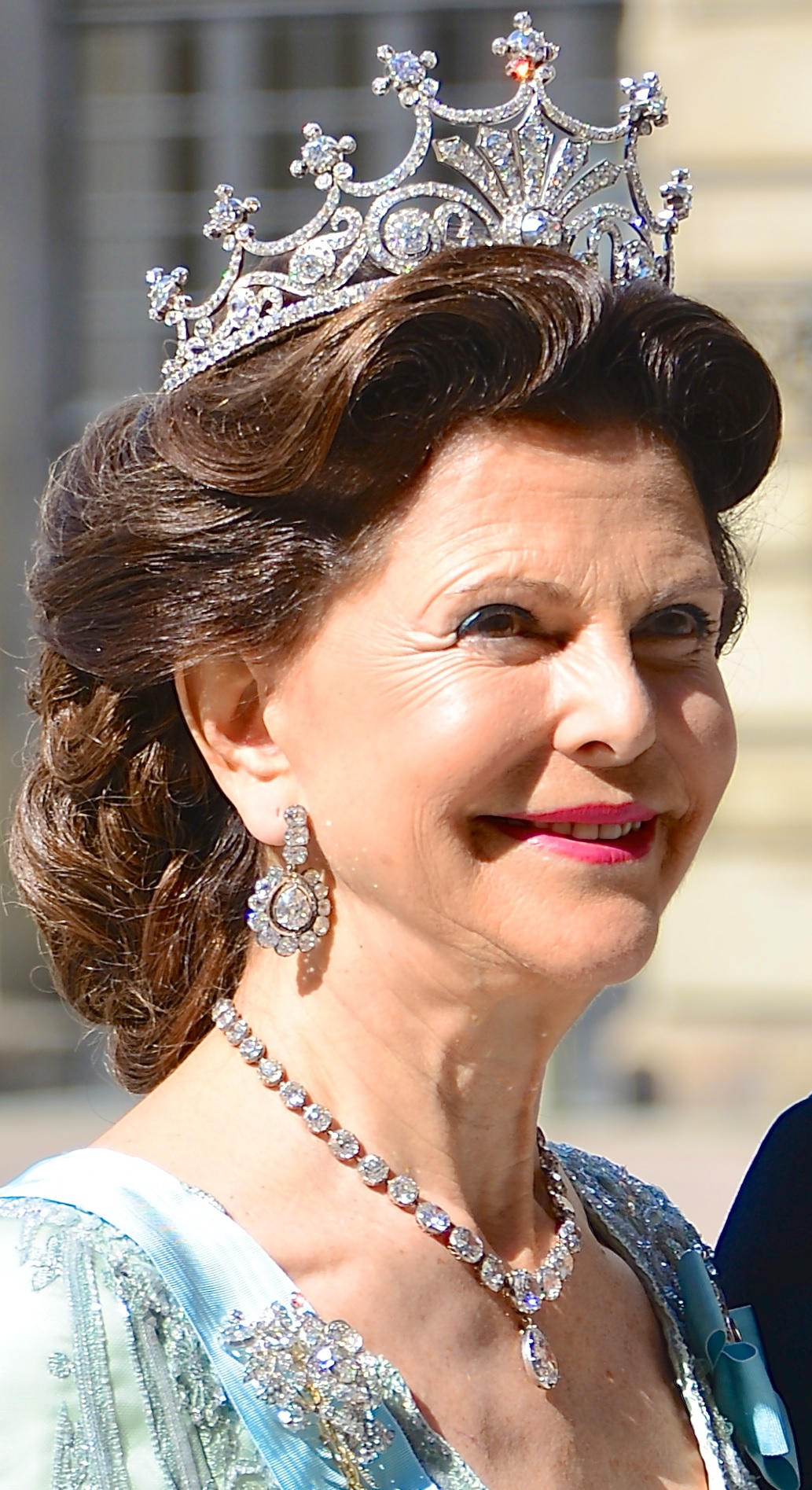
Königin Silvia von Schweden (2013) mit Diadem

Königin Silvia von Schweden (* 23. Dezember 1943 in Heidelberg als Silvia Renate Sommerlath) ist als Ehefrau von König Carl XVI. Gustaf die amtierende Königin von Schweden. Die ausgebildete Dolmetscherin hat diesen Titel seit 1976 inne, womit sie seit dem Jahr 2011 die am längsten amtierende Königin Schwedens ist – ein Rekord, der zuvor von Sophia von Nassau gehalten wurde.

## Leben

### Kindheit und Jugend
Silvia Renate Sommerlath wurde in Heidelberg als Tochter von Walther Sommerlath (1901–1990) und seiner in Brasilien geborenen Ehefrau Alice Soares de Toledo (1906–1997) geboren und hatte drei ältere Brüder: Ralf (* 1929), Walther (1934–2020) und Jörg (1941–2006). Sie wuchs zwischen 1947 und 1957 in São Paulo auf. 1957 kehrte die Familie nach Deutschland zurück. Silvia besuchte unter anderem die Elisabeth-von-Thadden-Schule, eine Privatschule in Heidelberg-Wieblingen.
1963 machte sie am Luisen-Gymnasium Düsseldorf ihr Abitur, von 1965 bis 1969 besuchte sie das Sprachen- und Dolmetscher-Institut in München. Neben Schwedisch und Deutsch spricht sie Französisch, Spanisch, Portugiesisch, Englisch und beherrscht die Schwedische Gebärdensprache. Sie arbeitete im argentinischen Konsulat in München, als Hostess der Olympischen Sommerspiele 1972 in München und als stellvertretende Protokollchefin der Olympischen Winterspiele 1976 in Innsbruck. Ihre Konfession ist evangelisch-lutherisch.

### Königin Silvia von Schweden

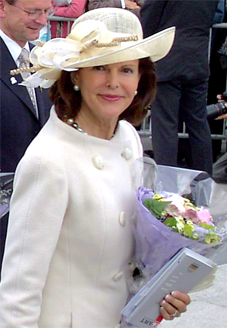
Silvia während eines öffentlichen Auftritts in Oslo (2005)

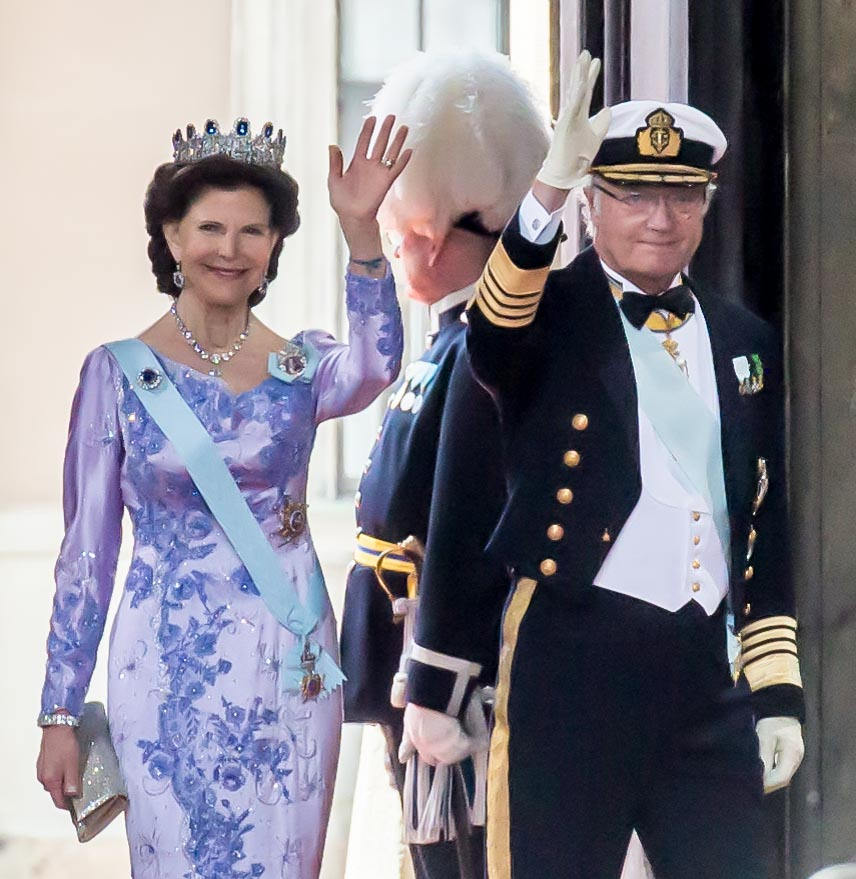
Silvia und der König, 2015

Silvia Sommerlath machte bei den Olympischen Sommerspielen 1972 in München als Hostess die Bekanntschaft ihres späteren Mannes, Carl XVI. Gustaf von Schweden, den sie am 19. Juni 1976 in der Stockholmer Storkyrka heiratete (Verlobung am 12. März 1976). An der Zeremonie wirkte Silvias Onkel, der Leipziger Theologieprofessor Ernst Sommerlath, mit. Am Tag zuvor hatte die schwedische Popgruppe ABBA das Lied Dancing Queen in einer Sendung zu Ehren des Brautpaars im schwedischen Fernsehen uraufgeführt.
Carl Gustaf war bereits 1973 König geworden; hätte er die nach schwedischem Recht nicht ebenbürtige bürgerliche Silvia noch als Kronprinz geheiratet, wäre sein Austritt aus dem Königshaus notwendig gewesen, verbunden mit einem Rangverlust in der Thronfolge. Dieses Gesetz galt jedoch nur für Prinzen, nicht für den regierenden Monarchen.
Silvia setzt sich neben ihren Repräsentationsaufgaben für benachteiligte und missbrauchte Kinder ein. 1999 gründete sie die World Childhood Foundation. Bereits 1990 erhielt sie den Deutschen Kulturpreis für ihren Einsatz für den Behindertensport, 2002 bekam sie den Deutschen Medienpreis in Baden-Baden und im Jahr 2006 den Ehren-Bambi des Verlagshauses Hubert Burda Media.
Königin Silvia ist Mitglied bei Zonta International.
Königin Silvia ist zudem Schirmherrin von insgesamt 62 Vereinigungen. In der Nähe von Schloss Drottningholm gründete Silvia das Silviahemmet („das Silviaheim“), in dem Demenzkranke betreut werden. In Deutschland kooperiert die Stiftung Silviahemmet mit den Maltesern, die das Konzept Silviahemmet an mehreren Standorten umsetzt und dem St. Anna-Stift Kroge. Außerdem gründete das Königspaar den Königlichen Hochzeitsfonds, der Forschung auf dem Gebiet des Behindertensports unterstützt. Anlässlich des 70. Geburtstags der Königin wurde der Queen Silvia Nursing Award gestiftet, der an Pflegekräfte in mittlerweile vier europäischen Ländern verliehen wird.

### Familie
Silvia und Carl Gustaf haben drei Kinder:
- Victoria Ingrid Alice Désirée, Kronprinzessin von Schweden, Herzogin von Västergötland (* 1977) ⚭ 2010 Olof Daniel Westling (* 1973);
- Carl Philip Edmund Bertil, Prinz von Schweden, Herzog von Värmland (* 1979) ⚭ 2015 Sofia Kristina Hellqvist (* 1984);
- Madeleine Thérèse Amelie Josephine, Prinzessin von Schweden, Herzogin von Hälsingland und Gästrikland (* 1982) ⚭ 2013 Christopher Paul O’Neill (* 1974).

Silvia hat vier Enkeltöchter und fünf Enkelsöhne: Estelle Silvia Ewa Mary und Oscar Carl Olof, Tochter bzw. Sohn von Kronprinzessin Victoria und Prinz Daniel, Leonore Lilian Maria, Nicolas Paul Gustaf und Adrienne Josephine Alice, Töchter bzw. Sohn von Prinzessin Madeleine und Christopher O’Neill, Alexander Erik Hubertus Bertil, Gabriel Carl Walther, Julian Herbert Folke sowie Ines Marie Lilian Silvia, Söhne bzw. Tochter von Prinz Carl Philip und Prinzessin Sofia.

## Ehrungen und Orden (Auswahl)
- Die Stadt Heidelberg verlieh der gebürtigen Heidelbergerin aufgrund ihrer vielfältigen Verdienste und ihres herausragenden sozialen Engagements am 26. Mai 2023 die Ehrenbürgerschaft.
- Am 28. Juni 2023 erhielt Königin Silvia die Ehrendoktorwürde der Universität Stirling (Schottland) für ihr langjähriges Engagement in Demenzfragen, einschließlich ihrer Stiftung Silviahemmet und des dort angewandten Ausbildungsprogramms betreffend kognitive Erkrankungen.[4] Sie ist außerdem Ehrendoktorin der Universität Turku (1990)[5], Karolinska-Institut (1993)[6], Universität Linköping (1994)[7], und Universität Göteborg (1999)[8].
- Auf Antrag der Kinder erhielt sie die internationale Auszeichnung als Kavalier des Ordens des Lächelns.
- 2024 erhielt sie den Dr.-Carl-Linder-Preis.[9]

| Jahr | Staat               | Orden/Ehrenzeichen                                                             |
| ---- | ------------------- | ------------------------------------------------------------------------------ |
| 1976 | Schweden            | Königlicher Seraphinenorden                                                    |
| 1979 | Deutschland         | Sonderstufe des Großkreuzes des Verdienstordens der Bundesrepublik Deutschland |
| 1979 | Spanien             | Großkreuz des Ordens Isabellas der Katholischen                                |
| 1979 | Österreich          | Groß-Stern des Ehrenzeichens für Verdienste um die Republik Österreich         |
| 1981 | Island              | Großkreuz des Falkenordens                                                     |
| 1982 | Norwegen            | Großkreuz des Königlich Norwegischen Ordens des heiligen Olav                  |
| 1982 | Finnland            | Großkreuz des Ordens der Weißen Rose                                           |
| 1983 | Luxemburg           | Ritter des Nassauischen Hausordens vom Goldenen Löwen                          |
| 1984 | Brasilien           | Großkreuz des Ordens vom Kreuz des Südens                                      |
| 1985 | Dänemark            | Elefanten-Orden                                                                |
| 1987 | Portugal            | Großkreuz des Christusordens                                                   |
|      | Griechenland        | Großkreuz des Ehrenordens                                                      |
|      | Belgien             | Großkreuz des Leopoldsordens                                                   |
|      | Frankreich          | Großkreuz der Ehrenlegion                                                      |
|      | Frankreich          | Großkreuz des Nationalverdienstordens                                          |
|      | Niederlande         | Großkreuz des Ordens vom Niederländischen Löwen                                |
|      | Mexiko              | Großkreuz des Ordens vom Aztekischen Adler                                     |
|      | Thailand            | Großkreuz des Ordens von Chula Chom Klao                                       |
|      | Japan               | Großkreuz des Ordens der Edlen Krone                                           |
| 1991 | Italien             | Großkreuz des Verdienstordens der Italienischen Republik                       |
| 1995 | Litauen             | Großkreuz des Ordens Vytautas des Großen                                       |
| 1995 | Estland             | Orden des Marienland-Kreuzes I. Klasse                                         |
| 1995 | Lettland            | Großkreuz des Drei-Sterne-Ordens                                               |
| 1996 | Ungarn              | Großkreuz des Verdienstordens der Republik Ungarn                              |
| 1998 | Argentinien         | Großkreuz des Ordens des Befreiers San Martin                                  |
| 1999 | Ukraine             | Orden des Fürsten Jaroslaw des Weisen I. Klasse                                |
| 2007 | Baden-Württemberg   | Verdienstmedaille des Landes Baden-Württemberg                                 |
| 2008 | Rumänien            | Großkreuz des Sterns von Rumänien                                              |
| 2008 | Portugal            | Großkreuz des Ordens des Infanten Dom Henrique                                 |
| 2009 | Niedersachsen       | Courage-Preis                                                                  |
| 2011 | Estland             | Orden des weißen Sterns I. Klasse                                              |
| 2011 | Polen               | Orden des Weißen Adlers                                                        |
| 2014 | Sachsen             | Dresdner St. Georgs Orden                                                      |
| 2015 | Deutschland         | Deutscher Nachhaltigkeitspreis                                                 |
| 2016 | Nordrhein-Westfalen | Benediktpreis von Mönchengladbach                                              |
| 2017 | Bayern              | Bayerischer Verdienstorden                                                     |
| 2017 | Deutschland         | Theodor-Wanner-Preis                                                           |
| 2021 | Spanien             | Großkreuz des Ordens Karls III.                                                |

## Wappen

Wappen der Königin

Das persönliche Wappen der Königin zeigt im Hauptschild (in der ovalen Damenschildform) den gleichen Inhalt wie das des Königs, allerdings ist der Herzschild der Bernadotte vertauscht mit dem der Familie Sommerlath: im rot-golden gespaltenen Schild eine Lilie in verwechselten Farben. Auf dem Hauptschild ruht die Königskrone. Um den Hauptschild ist der Kungliga Serafimerorden (Königlicher Seraphinenorden) an blauem Band gelegt.
Das Wappen der Sommerlath ähnelt dem der deutschen Familie von Sommerlatt: in Rot eine silberne Lilie; auf dem Helm mit rot-silbernen Decken sechs (abwechselnd silbern und rote) Straußenfedern. Dieses Geschlecht stammt aus Thüringen und erscheint mit Rudolfus Somerlate, Ratsherrn der Reichsstadt Mühlhausen, urkundlich am 3. Juli 1297 und ging im 15. Jahrhundert in den Landadel über. 1913 wurde es in das Königlich sächsische Adelsbuch immatrikuliert.

## Biographische Verfilmung
Im Jahre 2018 sendete der NDR die von Leontine von Schmettow und Christian Stichler konzipierte Doku Happy Birthday, Königin Silvia – ein Porträt über die schwedische Königin.